# Championnat de Pologne féminin de football
Le Championnat féminin de Pologne de football a été créé officiellement en 1979. Le club le plus titré est le Czarni Sosnowiec dont le dernier titre a été obtenu en 2020-2001. Dans les années 2000, l'AZS Wrocław a remporté huit titres consécutifs. 

## Palmarès
- 1974-1975 : Checz Gdynia
- 1975-1976 : Checz Gdynia
- 1976-1977 : Pas de championnat
- 1977-1978 : Checz Gdynia
- 1978-1979 : Checz Gdynia
- 1979-1980 : Czarni Sosnowiec
- 1980-1981 : Czarni Sosnowiec
- 1981-1982 : Pafawag Wrocław
- 1982-1983 : Pafawag Wrocław
- 1983-1984 : Czarni Sosnowiec
- 1984-1985 : Czarni Sosnowiec
- 1985-1986 : Czarni Sosnowiec
- 1986-1987 : Czarni Sosnowiec
- 1987-1988 : Zaglebianka Dabrowa Gornicza
- 1988-1989 : Czarni Sosnowiec
- 1989-1990 : Zaglebianka Dabrowa Gornicza
- 1990-1991 : Czarni Sosnowiec
- 1991-1992 : ZTKKF Stilon Gorzow Wielkopolski
- 1992-1993 : Piastunki Gliwice
- 1993-1994 : Piastunki Gliwice
- 1994-1995 : ZTKKF Stilon Gorzow Wielkopolski
- 1995-1996 : ZTKKF Stilon Gorzow Wielkopolski
- 1996-1997 : Czarni Sosnowiec
- 1997-1998 : Czarni Sosnowiec
- 1998-1999 : Czarni Sosnowiec
- 1999-2000 : Czarni Sosnowiec
- 2000-2001 : AZS Wrocław
- 2001-2002 : AZS Wrocław
- 2002-2003 : AZS Wrocław
- 2003-2004 : AZS Wrocław
- 2004-2005 : AZS Wrocław
- 2005-2006 : AZS Wrocław
- 2006-2007 : AZS Wrocław
- 2007-2008 : AZS Wrocław
- 2008-2009 : RTP Unia Racibórz
- 2009-2010 : RTP Unia Racibórz
- 2010-2011 : RTP Unia Racibórz
- 2011-2012 : RTP Unia Racibórz
- 2012-2013 : RTP Unia Racibórz
- 2013-2014 : Medyk Konin
- 2014-2015 : Medyk Konin
- 2015-2016 : Medyk Konin
- 2016-2017 : Medyk Konin
- 2017-2018 : Górnik Łęczna
- 2018-2019 : Górnik Łęczna
- 2019-2020 : Górnik Łęczna
- 2020-2021 : Czarni Sosnowiec
- 2021-2022 : UKS SMS Łódź
- 2022-2023 : GKS Katowice
- 2023-2024 : Pogoń Szczecin
- 2024-2025 : GKS Katowice

## Bilan par clubs
- 13 titres : Czarni Sosnowiec
- 8 titres : AZS Wrocław (8 consécutifs)
- 5 titres : RTP Unia Racibórz
- 4 titres : Checz Gdynia, Medyk Konin
- 3 titres : Górnik Łęczna, ZTKKF Stilon Gorzow Wielkopolski
- 2 titres : Pafawag Wrocław, Piastunki Gliwice, Zaglebianka Dabrowa Gornicza, GKS Katowice
- 1 titre : UKS SMS Łódź, Pogoń Szczecin.